# Écriture légale (Angleterre)

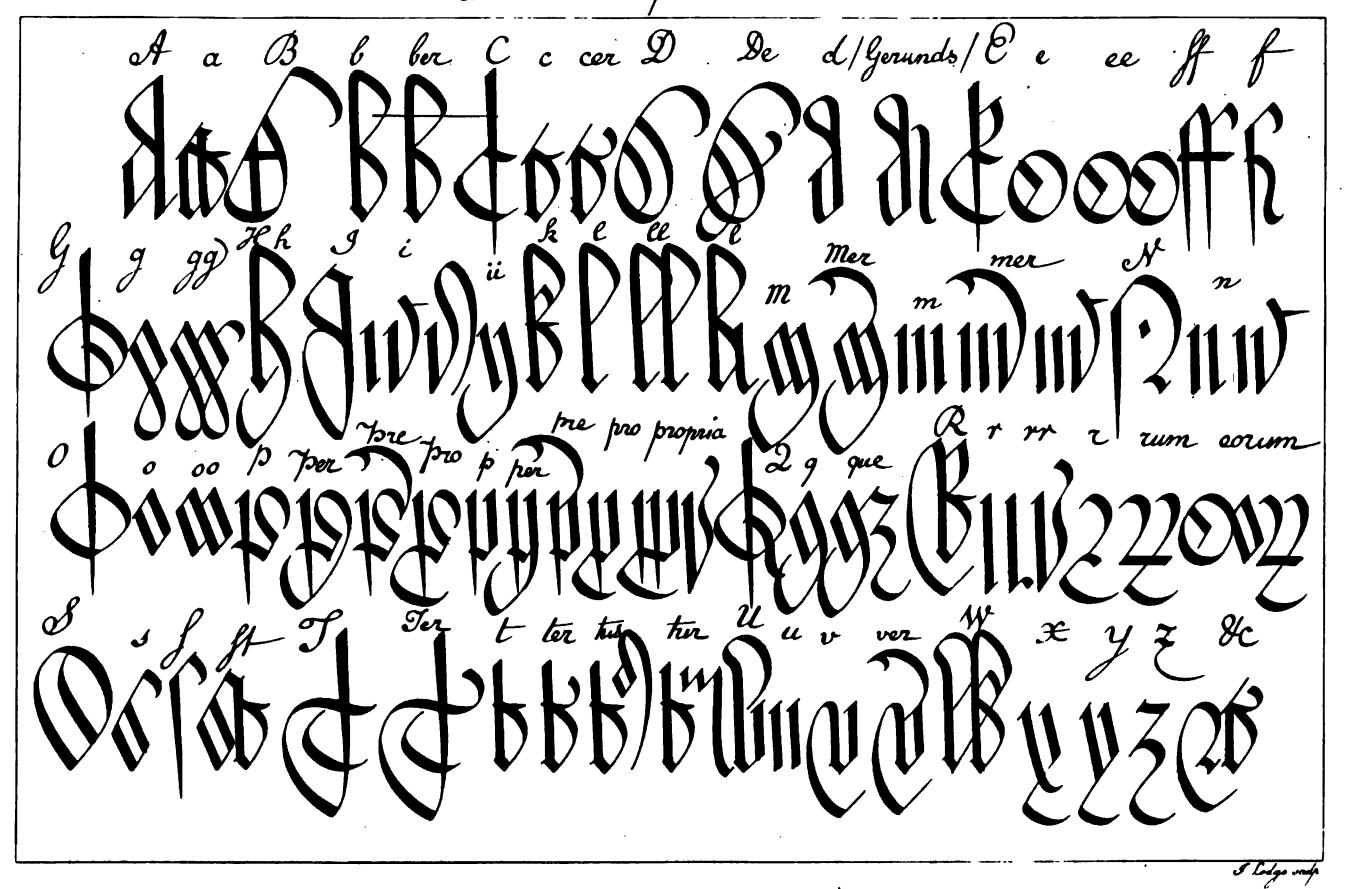
Alphabet et quelques abréviations de syllabe en écriture légale anglaise

L’écriture légale ou anglicana, appelée en Angleterre court hand ou common law hand, est un style d'écriture manuscrite employé par les tribunaux anglais pendant le Moyen Âge. Utilisé à l'origine par les tribunaux royaux, ce style est adopté peu à peu par les hommes de loi et leurs employés. « Sa graphie est sensiblement droite, serrée, avec des jambages inférieurs et supérieurs exagérément allongés, ceux-ci étant parfois arrondis, principalement les jambages inférieurs, par un arc de cercle terminal ».
Cette graphie tient son nom anglais du fait qu'elle est employée notamment pour les actes officiels des cours des plaids-communs et de la cour du banc du roi, sans être limitée à ces seuls usages. Aux XVIIe et XVIIIe siècles, l'écriture se stylise de plus en plus, et l'usage d'abréviations s'étend aux mots et aux syllabes les plus courantes, à tel point que cette forme d'écriture devient quasiment illisible pour un lecteur ne connaissant pas ses conventions. En 1731, cette écriture est bannie des tribunaux anglais par la loi, Proceedings in Courts of Justice Act 1730, prescrite par le Parlement de Grande-Bretagne, qui dispose qu'à partir du 25 mars 1733 les actes des tribunaux devront être rédigés dans une écriture ordinaire, et non plus dans l'écriture appelée communément « Court hand »... d'autre part les mots devront être écrits en entier et non plus abrégés,. Néanmoins, au XIXe siècle, la capacité à lire l'écriture légale était encore considérée comme un atout pour quelqu'un s'occupant de vieilles archives juridiques.